# آربوزوفکا
آربوزوفکا (به لاتین: Arbuzovka) یک منطقهٔ مسکونی در روسیه است که در سرزمین آلتای واقع شده‌است.